# Кырлова, Василе
Васи́ле Кы́рлова (рум. Vasile Cârlova; 4 февраля 1809, Бузэу (по другим источникам — Тырговиште), Валахия — 18 сентября 1831, Крайова, Валахия) — валахский военный и поэт. Несмотря на то, что его литературное наследие насчитывает лишь пять произведений, считается одним из основоположников румынского романтизма и новой румынской поэзии.

## Биография
Родившийся в семье мелких румынских бояр Василе Кырлова в возрасте 7 лет остался сиротой, и, будучи усыновлённым своей тётей, переехал жить в Крайову. Здесь он обучался греческому и французскому языкам вместе с другим известным в будущем румынским поэтом Григоре Александреску.
В 1827 году он написал своё первое стихотворение — «Опечаленный пастырь» (рум. «Păstorul întristat»), которое при содействии Иона Элиаде-Рэдулеску было впервые опубликовано спустя 3 года (8 мая 1830 года) в газете «Curierul Românesc». В 1850 году оно было положено на музыку композитором Антоном Панном.
В 1828 году им были написаны «Руины Тырговиште» (рум. «Ruinurile Târgoviştei»; опубликовано 20 марта 1830 года в «Curierul Românesc») и «Молитва» (рум. «Rugăciune»; опубликовано посмертно в 1839 году), ещё спустя год — «Наступление» (рум. «Înserare»; опубликовано 29 июня 1830 года в «Curierul Românesc»).

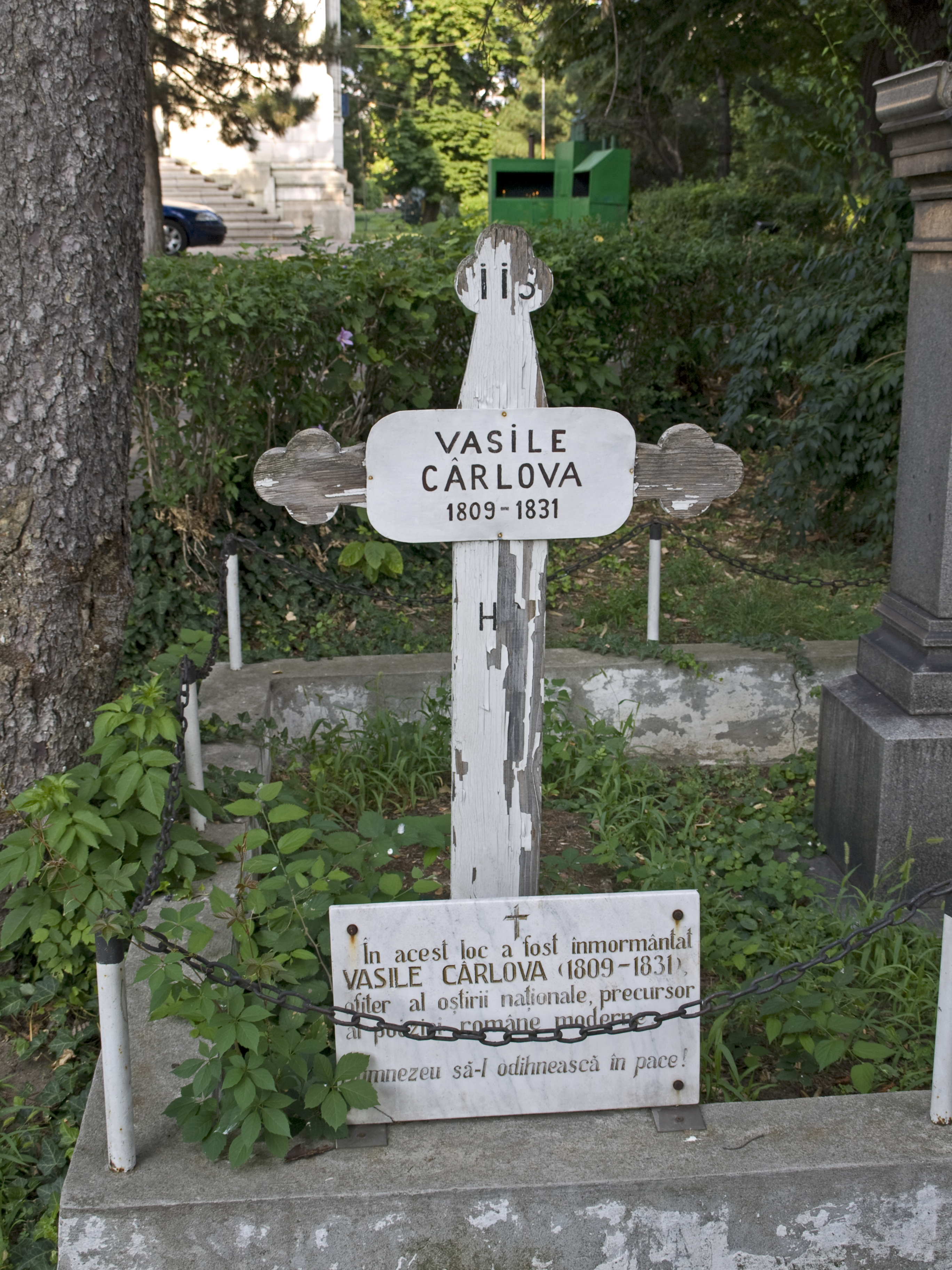
Крест на могиле Василе Кырлова при церкви Мадонны Дуду

Патриотично настроенный и воодушевленный идеей национального освобождения и объединения, Кырлова в 1830 году стал 33-м добровольцем, вступившим в Национальную милицию Валахии, прообраз будущей армии Румынии. Служа в её рядах, в 1831 году он написал «Марш румынскому войску» (рум. «Marşul românilor»), патриотическую поэму, которая была запрещена к печати из-за цензуры (в свет она вышла лишь в 1839 году). Вскоре после этого, 18 сентября 1831 года Кырлова скончался от инфекционной болезни и был похоронен при церкви Мадонны Дуду в Крайове.